# Margaretenbrunnen (Weimar)

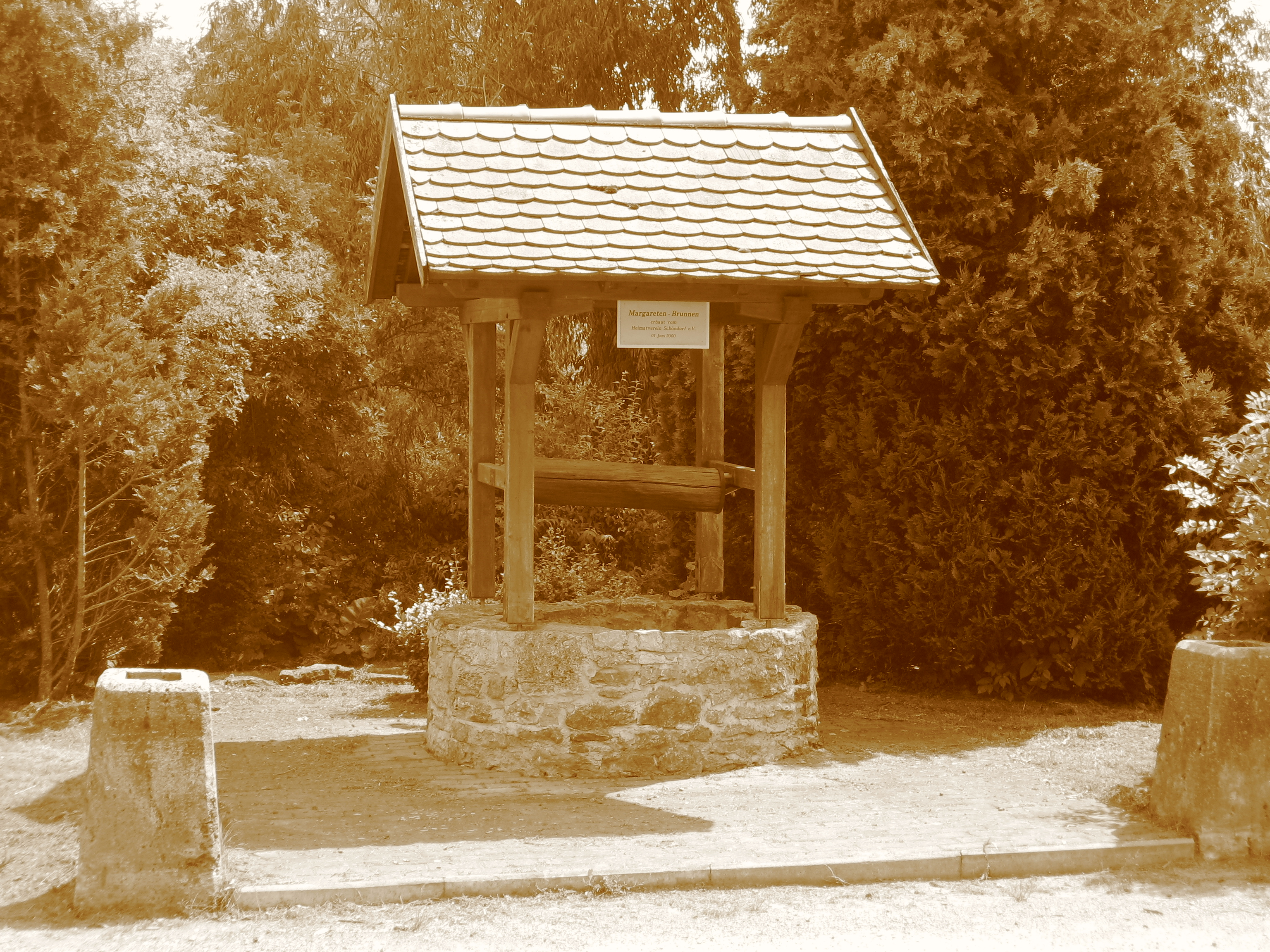
Margaretenbrunnen in Altschöndorf

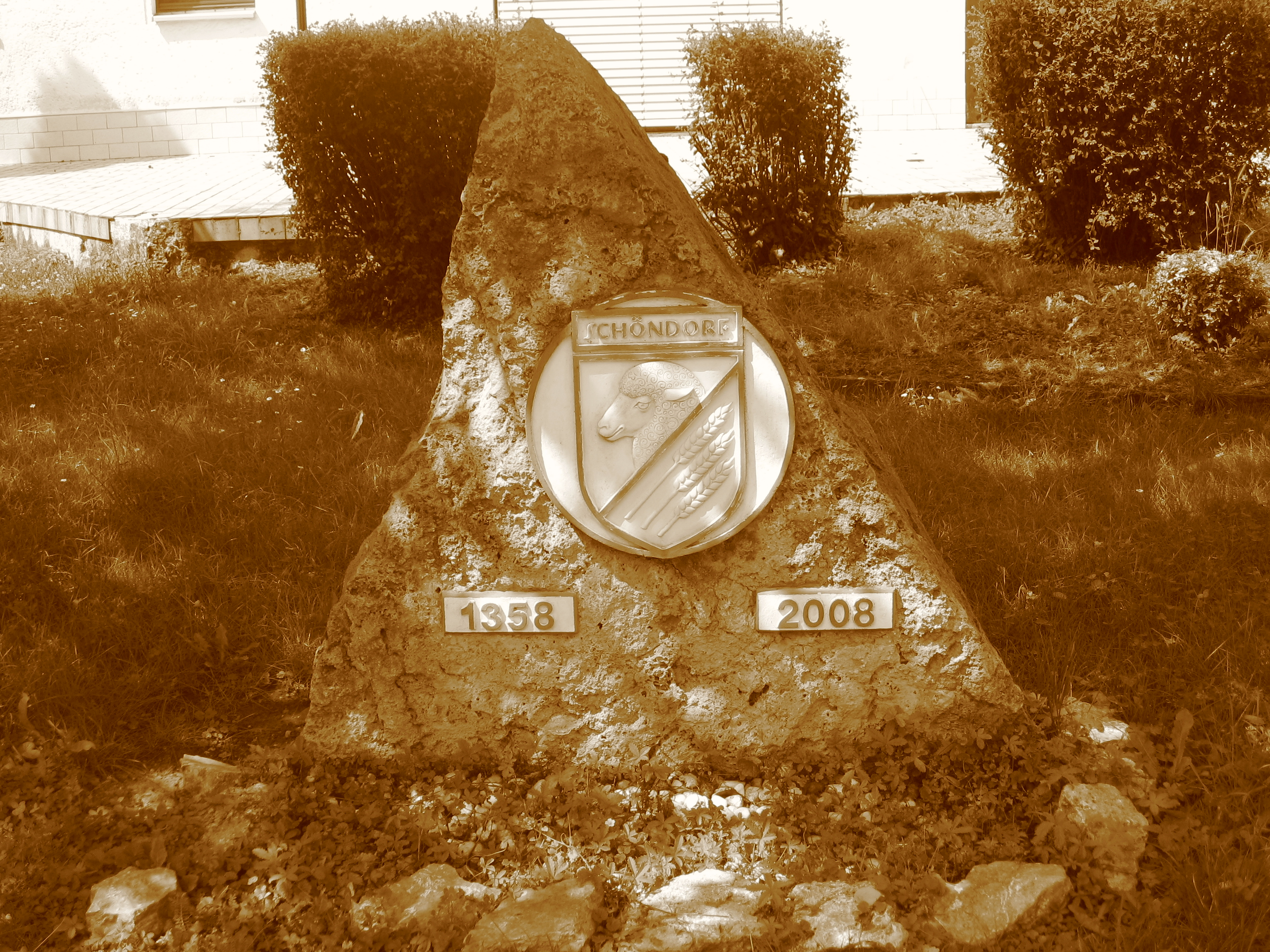
Dorfdenkmal Altschöndorf

Der Margaretenbrunnen ist ein Brunnen in Weimar in Schöndorf, besser gesagt in Altschöndorf bei Weimar, welches 1358 erstmals erwähnt wurde. An die Ersterwähnung erinnert ein 2008 errichtetes Dorfdenkmal mit dem Ortswappen. Wie dem Ortswappen anzusehen ist, hatten Schafzucht und Getreideanbau, also Landwirtschaft, eine bedeutende Rolle gespielt. Der Name dürfte sich auf die Schutzheilige Margareta von Antiochia zurückführen lassen. Der Margaretenbrunnen ist ein Ziehbrunnen oder ein Schachtbrunnen mit einer Kurbelrolle für einen Seilaufzug am Holzgestell mit Ziegelbedachung. Das Brunnenbecken ist kreisrund und etwa einen Meter hoch und aus Bruchstein. Er befindet sich nahe am Dorfteich. Er ist wohl über Röhren mit diesem verbunden. Die an diesem vorbeiführende Straße heißt auch Am Teich.
In dem Buch über die Brunnen in Weimar von Hans-Joachim Leithner ist dieser Brunnen nur kurz erwähnt. An dem Brunnen ist ein Schild, wonach dieser durchaus sehenswerte Schachtbrunnen als "Margareten-Brunnen" am 1. Juni 2000 durch den Heimatverein Schöndorf e.V. erbaut wurde. Er wurde an das Erscheinungsbild von Altschöndorf angepasst.